# ナタリア・ドゥジンスカヤ
ナタリア・ミハイロブナ・ドゥジンスカヤ（ロシア語: Ната́лия Миха́йловна Дуди́нская、ラテン文字転写: Natalia Mikhailovna Dudinskaya 1912年8月8日 - 2003年1月29日）は、ソビエト連邦のバレリーナ、教師、ソ連人民芸術家（1957年）。 

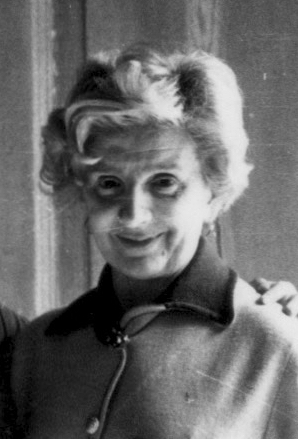
N. ドゥジンスカヤ 1966年ワガノワ・バレエ・アカデミーにて

## 生涯
ナタリア・ドゥジンスカヤは、父ミハイル・ミハイロヴィッチ・ドゥジンスキー将軍の勤務地であるカルコフで生まれた。彼女は最初に母ナタリア・アレクサンドロフナ・ドゥジンスカヤ（1877年 - 1944年）からバレエを学んだ。

1923年から1931年に、彼女はレニングラードバレエ学校（現在のワガノワ・バレエ・アカデミー）でアグリッピナ・ワガノワに師事した。

1931年に卒業すると、彼女はレニングラード・オペラ・バレエ劇場（現在のマリインスキー劇場）バレエ団に受け入れられ、1962年まで主役を演じた。

ドゥジンスカヤの踊りは、映画«Мастера русского балета» Stars of the Russian Ballet （1953年公開）で観られる。彼女は、その中でバレエ『白鳥の湖』抜粋でオディールを演じている。

大祖国戦争（第二次世界大戦）の間、ナタリア・ドゥジンスカヤは創造的な活動を続けた。彼女は劇場、最前線のコンサート、病院、工場、孤児院にも出演した。 彼女は同僚と一緒に、包囲されたレニングラード（サンクトペテルブルク）でのツアーコンサートに出演した。 戦時中、偉大なバレエダンサーであるコンスタンティン・セルゲイエフとの創造的なデュエットが結成された。

1950年代から、彼女は教育活動を主導した。1951年からバレエダンサーの改善クラスの教師を務め、1963年から1978年まで、レニングラード・オペラ・バレエ劇場の教師兼コーチを務めた。 1964年からA. ワガノワ・レニングラードバレエ学校（現在のワガノワ・バレエ・アカデミー）の教師（1995年以降は教授）となり、ソ連以外にアメリカ合衆国、日本、ポーランド、フィンランドのバレエ学校で教えた。

ドゥジンスカヤは、現代のバレエ芸術と演劇のレパートリーの発展に多大な貢献をし、多くの国内初演作品で最初のダンサーになった。同時に、彼女は伝統の保存において、マリインスキー劇場とボリショイ劇場で多くの古典的作品の再上演に貢献した。 彼女は国際バレエコンクールの審査員の仕事に積極的に参加した。

ルドルフ・ヌレーエフがワガノワ・バレエ・アカデミー卒業時に故郷のバレエ団に配属されるところを、ドゥジンスカヤがパートナーに選びマリインスキーバレエ団（当時キーロフバレエ）に留めたのは有名な逸話で、映画「ホワイト・クロウ」The_White_Crow（2017年制作）にも登場する。

1944年以来、彼女はマラヤモルスカヤ通り2番地に住んでいた。 2004年3月26日に記念プレートが家に設置された（プレート制作者はロシア名誉芸術家ウラジミール・ニコラエフ）。
1951年から1955年と1960年から1970年のレニングラード・オペラ・バレエ劇場のチーフバレエマスターとなり、1957年にはソ連邦の人民芸術家ともなった。

ドゥジンスカヤは、2003年1月29日にサンクトペテルブルクで亡くなった。 彼女はVolkovskoye墓地のLiteratorskie mostkiに埋葬されている。

## 教えた生徒
- V. ガニバーラバ　Ганибалова,_Валентина_Михайловна
- エヴァ・エフドキモワ
- E. アルカノーバ
- A.シガーラバ　Сигалова,_Алла_Михайловна
- L. シチョーバ　Сычёва,_Лариса_Борисовна
- G. ラフマノーバ
- M. クルリーク
- ウリヤナ・ロパートキナ　Лопаткина,_Ульяна_ВячеславовнаUlyana_Lopatkina
- A. ヴァラチコーバ　Волочкова,_Анастасия_Юрьевна、Anastasia_Volochkova

## 家族
夫-Константи́н Миха́йлович Серге́ев　Konstantin_Sergeyev（1910年 -1992年）- バレエダンサー、振付師、教師。

## 受賞歴
- スターリン賞受賞（1941年、1947年、1949年、1951年）。
- レーニン勲章受賞（1988年）。
- 「名誉と尊厳」のカテゴリで全国演劇賞「ゴールデンマスク」受賞（2001年）。
- 「トライアンフ」賞受賞（2001年）。